# Вольфензон, Сергей Яковлевич
Сергей Яковлевич Вольфензон (26 (13) июля 1903, Одесса, Российская Империя — 16 мая 1992) — советский музыкант, композитор, педагог.

## Биография
Родился 13 июля (по старому стилю) 1903 года в Одессе в семье одесского второй гильдии купеческого сына Якова Вольфензона и Клары Вольфензон. Музыкальное образование получил в 1921—1924 года в Одесской консерватории под руководством В. А. Линтваревой, продолжил учёбу в Ленинградском музыкальном техникуме по классу композиции у И. М. Шиллингера и В. Г. Каратыгина (1925—1926).
В 1931 году окончил Ленинградскую консерваторию под руководством М. О. Штейнберга.
С 1933 года — член Союза композиторов СССР.
В 1927—1941 — преподаватель композиции и теоретических предметов в музыкальной школе, с 1937 года — в музыкальном училище.
В 1942—1944 — организатор, руководитель, лектор и пианист музыкального лектория в Горно-Алтайске, позже в Ленинграде.
В 1945—1950 годах преподавал в музыкальной школе-десятилетке при Ленинградской консерватории. Организовал в Союзе композиторов Ленинграда «Недели музыки для детей и юношества».
Среди его учеников были Андрей Петров, Валерий Гаврилин, Сергей Слонимский, Геннадий Банщиков, Владимир Цытович,  Павел Канторов и др.

## Творчество
С. Я. Вольфензон — автор симфонической, инструментальной, камерной (Квартет памяти Шостаковича, Соната для альта и др.), вокальной, хоровой музыки, сочинений для детей, романсов на стихи А. Пушкина, Р. Бернса, Г. Гейне, А. Прокофьева, А. Блока, А. Ахматовой, ряда песен, музыки для театра.

## Избранные сочинения
- Оратория — Марсово поле (для солиста, хора, органа и орк., сл. А. Луначарского, А. Прокофьева, 1970);
- Для оркестра — симфония (1936),
- Увертюра на темы революционных песен (1937),
- Фантазия на украинские темы (1935);
- концерт с оркестром — для фортепиано (Юношеский, 1962);
- концерт для голоса с оркестром — Монолог (сл. М. Лисянского, исп. 1952);
- Квартет памяти Шостаковича,
- струнный квартет (1948);
- для 2 фортепиано — сюита (1955);
- для фортепиано — Вариации (1931),
- 10 прелюдий (1938),
- Детский альбом (1951),
- музыкальные пьесы (1965),
- 6 полифонических пьес (1968);
- для скрипки и фортепиано — 3 пьесы на алтайские темы (1950);
- для скрипки и альта — дуэт (1968);
- для кларнета и фортепиано — 2 пьесы (1930);
- для голоса и органа — 3 эпитафии памяти жертв революции (сл. А. Луначарского, 1934);
- для голоса и фортепиано — романсы на сл. А. Пушкина, Р. Бернса, Г. Гейне, А. Прокофьева (О Ленинграде, 1957);
- вокальный цикл «Книга поездов» (сл. Д. Родари, перевод С. Маршака, 1971),
- Семь шуточных песен (сл. Б. Заходера, С. Михалкова, А. Барто, 1967) и др.;
- кантата «О войне и мире» на стихи немецких поэтов Тридцатилетней войны;
- хоры, музыка для театра.